# バアル・ハモン
バアル・ハモン（“群集の支配者”）はカルタゴの主神。彼は空と植物の神格で、髭を生やし、曲がった羊の角をつけた老人として描かれていた。バアル・ハモンの妻はタニトだった。

## 文化と属性
バアル・ハモンの崇拝はカルタゴのフェニキア人植民地の間で盛んだった。カルタゴの神々の中で、バアル・ハモンの至上性は、カルタゴとテュロスの間の関係がヒメラの戦いで壊れた後 、紀元前5世紀に遡ると信じられている。現代の諸学者は、この神を北西セム語族の神 エール (神)または ダゴンに結びつけている。
北アフリカとカルタゴにおいて、バアル・ハモンは特に羊と結び付けられ、カルタゴ湾を横切ったところにある聖域ジェベル・ブ・コルネイン（二本角の丘）にて、バアル・カルナイム（二本角の主）としても崇拝された。バアルはメルカルトとは同一視されていなかったと考えられている（古くは同一視する説もあった）。
古代ギリシアの著作家達はティーターン神族のクロノスと同一視し、古代ローマにおいてはサートゥルヌスと同一視され、第二次ポエニ戦役に結果を受けたローマとカルタゴの間での文化的変容は古代ローマの宗教祭祀であるサートゥルナーリア祭に影響を与えた。
古典古代の史料はカルタゴ人は幼児をバアル・ハモンへの供物として生きたまま焼いた、と報告している（これらの伝統に関する議論と主題の混乱についてはモロクを参照）。バアル・ハモンは、アフリカのサートゥルヌスとしてローマ化されたが、その場合は多産の神として表象されていた。

## 名称と性格
ハモン（またはハンモン）の意味は不明で、19世紀にエルネスト・ルナンが現在の テュルスとアッコの間にあるハモン(Ḥammon)の遺跡（現在のUmm al-‘Awamid ）を発掘しエール・ハモン(El-Hammon)に捧げられた二つのフェニキア語碑文を発見した。エールは通常クロノスにあたると考えられており、 Ba‘al Hammon はクロノスに相当するものとされていたことから、エールとバアル・ハモンは同じものであるとされた。またしばしたヘブライ語/フェニキア語の ḥammānは、'火鉢'を意味するとの説が唱えられ、”火鉢の主(Baal)”という文脈から、彼は太陽の神格を持つものとされた イガエル・ヤディン は彼を月の神と考え、エドワード・リピンスキーは ダゴン神であると考えた。
フランク・ムーア・クロスは Khamōnとの関連を論じ、ウガリット語と アッカド語のアマノス山（シリアとキリキアを分ける山脈）の名称との関連性を論じた。KhamōnをHaman山の一つとして、エール神のウガリット表記に由来すると論じた。バアル・ハモンに与えられた古代の月の神である"二本角の主"という名は 前2112年頃支配していたウル・ナンム朝時代の北シリアで崇拝されていた。これは聖書にある、カナンの征服の約束が与えられる前のアブラハムと彼の祖先達がシリアに滞在していた頃、ヘブライ族の祖先によって崇拝されていた。クロノスやサトゥルーヌスへのバアル・ハモンの関連づけは古代メソポタミアの史料には無く、古代バビロニアの史料は、明確にバアル・ハモンをエール神の息子としている。このエールは、"天空の主" と称された古代シュメールのニップール市の主神であったエンリル神と同じ神格を持っていた。彼の二人の息子がシン（またはナンナ・スエン）という月の神、及びアスタルト（または“雲の乗り手”バアル）として知られていた。月の神の娘は金星の神イシュタルで、ウガリットやカナン文字の古代史料では、バアル・アスタルト(Baal Ishkur)の妻となった。

## 地名として
バアル・ハモン（Ba'al-Hamon、Ba'al-Hammon, Ba'al Khamon, Baal-Ammonなどの表記がある）は雅歌8:11で言及されている。それはソロモン王が所有していた生産性の高いワイン畑の場所を示し、王は畑を貸し出して1000シェケル の収入を得ていた。その場所は Baal-gadに比定されていて、アシェル族の Hammon にも比定されている（ヨシュア記 19:28）。パレスチナ中部のDothaim近郊のBelamonに比定する学者もいる。一部の学者は、直接に場所を示しているのではなく、ソロモンが支配した領域が富める場所であったことの比喩であるとの見方を提案している。